# Mỏ Cày Nam
Mỏ Cày Nam là một huyện cũ nằm ở phía nam tỉnh Bến Tre cũ, Việt Nam.

## Địa lý
Huyện Mỏ Cày Nam nằm ở phía nam của tỉnh Bến Tre, có vị trí địa lý:
- Phía đông giáp huyện Thạnh Phú và huyện Giồng Trôm
- Phía tây giáp huyện Vũng Liêm, tỉnh Vĩnh Long và huyện Càng Long, tỉnh Trà Vinh
- Phía nam giáp thành phố Trà Vinh và huyện Châu Thành thuộc tỉnh Trà Vinh
- Phía bắc giáp huyện Mỏ Cày Bắc.

Theo thống kê năm 2019, huyện có diện tích 219,88 km², dân số là 143.577 người, mật độ dân số đạt 653 người/km².

## Lịch sử
Thời chúa Nguyễn, vùng đất Mỏ Cày nằm trong tổng Tân An, châu Định Viễn. Khi Gia Long lên ngôi vua (1802), tổng Tân An được thăng lên thành huyện, mỗi cù lao trở thành một tổng (cù lao Minh thành tổng Tân Minh, cù lao Bảo thành tổng An Bảo) thuộc phủ Định Viễn.
Năm 1832, phủ Định Viễn cải thành phủ Hoằng An có hai huyện, Tân Minh và Bảo An, phần đất của Mỏ Cày thuộc huyện Tân Minh.
Đến năm 1837, sau khi lập xong Địa bạ Minh Mạng, phủ Hoằng An (phần trên cù lao Minh) lại chia thành hai huyện: Tân Minh, lỵ sở đặt tại Ba Vát và Duy Minh, lỵ sở đặt tại Cái Quao. Phần đất của Mỏ Cày ngày nay tương ứng với 7 tổng của cù lao Minh trong số 10 tổng lúc bấy giờ.
Năm 1867, Pháp chiếm xong cả Nam Kỳ Lục tỉnh, phân định lại địa giới hành chính, thì cù lao Bảo và cù lao Minh (của tỉnh Vĩnh Long cũ) thuộc tham biện Hoằng Trị, lỵ sở đặt tại Mỏ Cày (thị trấn ngày nay), nhưng đến cuối năm này, Hoằng Trị lại chia thành 2 sở tham biện: sở tham biện Mỏ Cày (tức cả phần đất cù lao Minh) và sở tham biện Bến Tre (tức cả phần đất cù lao Bảo).
Ngày 1 tháng 1 năm 1900, nghị định của Toàn quyền Đông Dương Paul Doumer ký ngày 20 tháng 12 năm 1899 bắt đầu thi hành, các sở tham biện và đại lý (délégation) đổi thành tỉnh (province). Tỉnh Bến Tre được thành lập gồm cù lao Bảo và cù lao Minh, có 21 tổng (bỏ cấp huyện).
Năm 1918, chính quyền thuộc địa phục hồi chế độ hành chính cấp quận (thay cho huyện làm trung gian giữa tỉnh và tổng), lúc bấy giờ tỉnh Bến Tre chia làm 4 quận.
- Cù lao Bảo: Quận Châu Thành và quận Ba Tri
- Cù lao Minh: Quận Mỏ Cày và quận Thạnh Phú.

Quận Mỏ Cày lúc bấy giờ gồm 8 tổng, 27 thôn.
Sau Cách mạng tháng Tám năm 1945, quận Mỏ Cày có 29 xã và 1 thị trấn.
Đầu năm 1946, sau khi hai tỉnh Bến Tre và Vĩnh Long bị giặc Pháp chiếm, để tiện việc chỉ đạo và việc đi lại hoạt động của cán bộ, tỉnh Vĩnh Long đã cắt giao 5 xã ở phía tây nam cù lao Minh về Bến Tre và sáp nhập vào huyện Mỏ Cày.
Đến đầu năm 1947, 14 xã phía bắc Mỏ Cày được tách ra và sáp nhập cùng 5 xã do tỉnh Vĩnh Long giao trước đó, lập thành huyện mới Chợ Lách trực thuộc tỉnh Bến Tre.
Trong thời chống Mỹ, để việc chỉ đạo được sát, kịp thời và thuận tiện cho việc đi lại hoạt động, Mỏ Cày được chia thành 2 huyện: Mỏ Cày Bắc (gồm 16 xã) và Mỏ Cày Nam (gồm 13 xã) đặt sông Mỏ Cày làm ranh giới.
Trong khi đó (1956), chính quyền Sài Gòn chủ trương đổi tên tỉnh Bến Tre thành tỉnh Kiến Hòa gồm 3 cù lao và chia thành 10 quận: Châu Thành, Bình Đại (cù lao An Hóa), Hàm Long, Giồng Trôm, Ba Tri (cù lao Bảo), Chợ Lách, Đôn Nhơn, Mỏ Cày, Hương Mỹ, Thạnh Phú (cù lao Minh) và thị xã Bến Tre được đổi thành Trúc Giang.
Sau năm 1975, hợp nhất hai huyện Mỏ Cày Bắc và Mỏ Cày Nam thành huyện Mỏ Cày. Đồng thời, tách 5 xã: Hưng Khánh Trung, Vĩnh Thành, Vĩnh Hòa, Phú Mỹ và Phú Sơn của huyện Mỏ Cày để sáp nhập vào huyện Chợ Lách.
Huyện Mỏ Cày bao gồm thị trấn Mỏ Cày và 24 xã: An Định, An Thạnh, An Thới, Bình Khánh, Cẩm Sơn, Đa Phước Hội, Định Thủy, Hòa Lộc, Hương Mỹ, Khánh Thạnh Tân, Minh Đức, Ngãi Đăng, Nhuận Phú Tân, Phước Hiệp, Phước Mỹ Trung, Tân Bình, Tân Phú Tây, Tân Thành Bình, Tân Thanh Tây, Tân Trung, Thành An, Thạnh Ngãi, Thanh Tân, Thành Thới.
Ngày 14 tháng 3 năm 1984, chia xã Bình Khánh thành 2 xã: Bình Khánh Đông và Bình Khánh Tây; chia xã Thành Thới thành 2 xã: Thành Thới A và Thành Thới B.
Đến cuối năm 2008, huyện Mỏ Cày bao gồm thị trấn Mỏ Cày và 26 xã: An Định, An Thạnh, An Thới, Bình Khánh Đông, Bình Khánh Tây, Cẩm Sơn, Đa Phước Hội, Định Thủy, Hòa Lộc, Hương Mỹ, Khánh Thạnh Tân, Minh Đức, Ngãi Đăng, Nhuận Phú Tân, Phước Hiệp, Phước Mỹ Trung, Tân Bình, Tân Phú Tây, Tân Thành Bình, Tân Thanh Tây, Tân Trung, Thành An, Thạnh Ngãi, Thanh Tân, Thành Thới A, Thành Thới B.
Ngày 9 tháng 2 năm 2009, Chính phủ ban hành Nghị định 08/NĐ-CP. Theo đó:
- Thành lập xã Tân Hội thuộc huyện Mỏ Cày trên cơ sở điều chỉnh 731,267 ha diện tích tự nhiên và 6.534 nhân khẩu của xã Đa Phước Hội; 136,4 ha diện tích tự nhiên và 1.555 nhân khẩu của xã Khánh Thạnh Tân.
- Tái lập huyện Mỏ Cày Bắc trên cơ sở tách 11 xã: Thanh Tân, Thạnh Ngãi, Tân Phú Tây, Tân Thành Bình, Thành An, Phước Mỹ Trung, Tân Thanh Tây, Tân Bình, Nhuận Phú Tân, Hòa Lộc, Khánh Thạnh Tân thuộc huyện Mỏ Cày và 2 xã: Hưng Khánh Trung A, Phú Mỹ thuộc huyện Chợ Lách.
- Đổi tên phần còn lại của huyện Mỏ Cày thành huyện Mỏ Cày Nam.

Sau khi tái lập huyện Mỏ Cày Bắc, huyện Mỏ Cày Nam có 21.988,95 ha diện tích tự nhiên, dân số là 166.474 người với 17 đơn vị hành chính cấp xã trực thuộc, gồm thị trấn Mỏ Cày (huyện lỵ) và 16 xã: An Định, An Thạnh, An Thới, Bình Khánh Đông, Bình Khánh Tây, Cẩm Sơn, Đa Phước Hội, Định Thủy, Hương Mỹ, Minh Đức, Ngãi Đăng, Phước Hiệp, Tân Hội, Tân Trung, Thành Thới A, Thành Thới B.
Ngày 1 tháng 2 năm 2020, sáp nhập xã Bình Khánh Đông và xã Bình Khánh Tây để tái lập xã Bình Khánh.
Huyện Mỏ Cày Nam có 1 thị trấn và 15 xã như hiện nay.
Ngày 31 tháng 12 năm 2020, Bộ Xây dựng ban hành Quyết định số 1711/QĐ-BXD công nhận thị trấn Mỏ Cày mở rộng là đô thị loại IV.

## Hành chính
Huyện Mỏ Cày Nam có 16 đơn vị hành chính cấp xã trực thuộc, bao gồm thị trấn Mỏ Cày (huyện lỵ) và 15 xã: An Định, An Thạnh, An Thới, Bình Khánh, Cẩm Sơn, Đa Phước Hội, Định Thủy, Hương Mỹ, Minh Đức, Ngãi Đăng, Phước Hiệp, Tân Hội, Tân Trung, Thành Thới A, Thành Thới B.

## Kinh tế
Thu nhập bình quân đầu người đạt trên 38 triệu đồng/năm 2018 và tốc độ tăng trưởng kinh tế bình quân 16,3%.